# پوشش داده
پوشش داده (ِData Blanket) یک شرکت نوپای فناوری هوش مصنوعی پهپادها در ایالات متحده است که در مدیریت آتش‌سوزی‌های جنگلی تخصص دارد و دفتر مرکزی آن در بلوویو، واشینگتن واقع شده است.این استارتاپ نرم‌افزار اختصاصی خود را توسعه داده که با بهره‌گیری از هوش مصنوعی، محیط پیرامون آتش‌سوزی‌ها را نقشه‌برداری می‌کند و اطلاعات بلادرنگ بیشتری از شرایط زمینی را در اختیار آتش‌نشانان حاضر در محل قرار می‌دهد. پهپادهای این شرکت به‌صورت خودران پرواز کرده و قادر به فرود خودکار هستند.

## تاریخچه
Data Blanket در مارس 2022 توسط عمر بار-یوهی و یار کتز تأسیس شد؛ هر دو از مدیران سابق شرکت Eviation Alice، یک شرکت هواپیمایی الکتریکی که بار-یوهی آن را نیز تأسیس کرده بود. بار-یوهی و کتز هر دو کهنه‌کاران نیروهای دفاعی اسرائیل هستند، جایی که کتز عملیات ویژه را رهبری می‌کرد. یکی دیگر از بنیان‌گذاران این استارتاپ گور کیمچی است که پیش‌تر در پروژه تحویل با پهپاد Amazon Prime Air نقش کلیدی داشت. کیمچی ده سال در مایکروسافت در پروژه‌هایی مانند Virtual Earth و جستجو فعالیت داشت و همچنین یکی از اعضای بنیان‌گذار کمیته مشاوره پهپادهای FAA (سازمان هواپیمایی فدرال ایالات متحده) است. تا سال 2023، این استارتاپ بیش از 4 میلیون دلار تأمین مالی دریافت کرده است، از جمله از Breakthrough Energy Ventures به رهبری بیل گیتس و Innovation Endeavors که توسط اریک اشمیت، مدیرعامل پیشین گوگل، بنیان‌گذاری شده است. 
تا اوت 2023، این استارتاپ در حال انتظار برای تأیید دو معافیت از سازمان هواپیمایی فدرال ایالات متحده (FAA) است، یکی برای استفاده بدون محدودیت از پهپادهای بدون سرنشین (UAV) و دیگری برای پرواز فراتر از محدوده دید اپراتور، یعنی پرواز خارج از خط دید بصری. کتز اعلام کرده که انتظار دارد این تأیید "بسیار زود" دریافت شود.
در حال حاضر، Data Blanket دارای 14 عضو است.

## سیستم
این استارتاپ از پهپادهای کواکسیال تولید شده توسط Ascent Aerosystems استفاده می‌کند که بر اساس نرم‌افزار داخلی توسعه داده شده توسط Data Blanket عمل می‌کنند. این پهپادها به دوربین‌های RGB و مادون قرمز، نرم‌افزار محاسباتی مبتنی بر هوش مصنوعی، فناوری‌های 5G/Wi-Fi و ویژگی‌های پیشرفته ناوبری مجهز هستند. پهپادها به‌طور خودکار پرواز می‌کنند و قادرند به‌طور مستقل به محل‌ها اعزام شده و آن‌ها را نظارت کنند، سپس به محل اصلی خود بازگشته و به‌طور خودکار فرود بیایند. با این حال، یک اپراتور انسانی برای نظارت بر پرواز و جلوگیری از تداخل با پهپادهای دیگر یا هواپیماها نیاز است.
در صورت وقوع آتش‌سوزی، پهپادها به‌منظور ارائه دید "چشم پرنده" از آتش برای آتش‌نشانان در زمین، به‌طور خودکار در بالای شعاع آتش پرواز می‌کنند. تقریباً چهار پهپاد از این سیستم می‌توانند یک شعاع 2 مایلی را پوشش دهند. این سیستم از فناوری‌های 5G/Wi-Fi برای انتقال سریع داده‌ها استفاده می‌کند، که سپس توسط مدل تولیدی آن پردازش می‌شود و به‌طور دقیق محیط پیرامونی آتش را به‌صورت "نقشه" ارائه می‌دهد. علاوه بر این، اطلاعات 3D و دیگر داده‌ها که می‌تواند برای تلاش‌های آتش‌نشانان حیاتی باشد، شامل توپوگرافی، پوشش گیاهی و شرایط سوخت را نیز ارائه می‌دهد.
Data Blanket همچنین اعلام کرده است که قصد دارد در نهایت قادر به تولید داده‌های میکروهواشناسی باشد، علاوه بر پیش‌بینی بهبود یافته رفتار آتش‌سوزی از طریق آموزش مداوم بر روی داده‌های جمع‌آوری شده از آتش‌سوزی‌های قبلی.